# Elizabeth City, Carolina de Nord

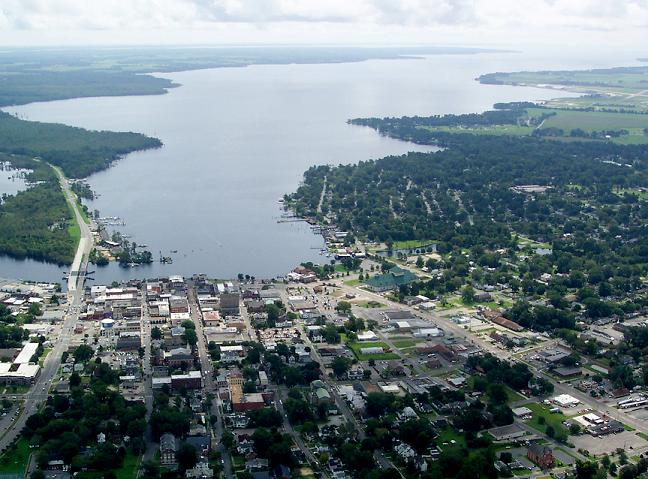
Elizabeth City, Carolina de Nord

Elizabeth City  este o localitate situată pe malul râului Pasquotank River, întinzânu-se în comitatele Pasquotank și Camden din statul Carolina de Nord, Statele Unite ale Americii. Orașul se află în regiunea de coastă a oceanului Atlantic. În anul 2006, conform unei estimări a momentului  localitatea avea 19.455 de locuitori.

## Istoric
Localitatea a luat ființă în anul 1793, fiind numită odinioară Redding, dar ulterior va purta numele reginei Elisabeta I a Angliei. La sud, în apropierea orașului se află aeroportul "Coast Guard Air Station".

## Personalități marcante
- Edward Snowden, spion american